# Die schreckliche deutsche Sprache

Zweisprachige Ausgabe von 1996

Die schreckliche deutsche Sprache (englischer Originaltitel: The Awful German Language) oder auch Die Schrecken der deutschen Sprache ist ein kurzer humoristisch-satirischer Essay des US-amerikanischen Schriftstellers Mark Twain aus dem Jahre 1880. Das englische Original wurde zuerst in der Anthologie A Tramp Abroad als Annex D veröffentlicht. Twain, der sich zu jener Zeit auf einer mehrmonatigen Reise durch Europa befand, schildert darin die – wie er es empfand – Skurrilitäten, Absurditäten, Widersprüchlichkeiten und generellen Schwierigkeiten beim Erlernen der deutschen Sprache als Fremdsprache.
Die erste deutsche Übersetzung erschien 1891 in Band 6  Bummel durch Europa der Twain-Werkausgabe Reisebilder und verschiedene Skizzen. Der Essay wurde in Deutschland in zahlreichen Ausgaben auch separat veröffentlicht und gilt als bekannter als das Buch, in dem er erschienen ist.

## Inhalt

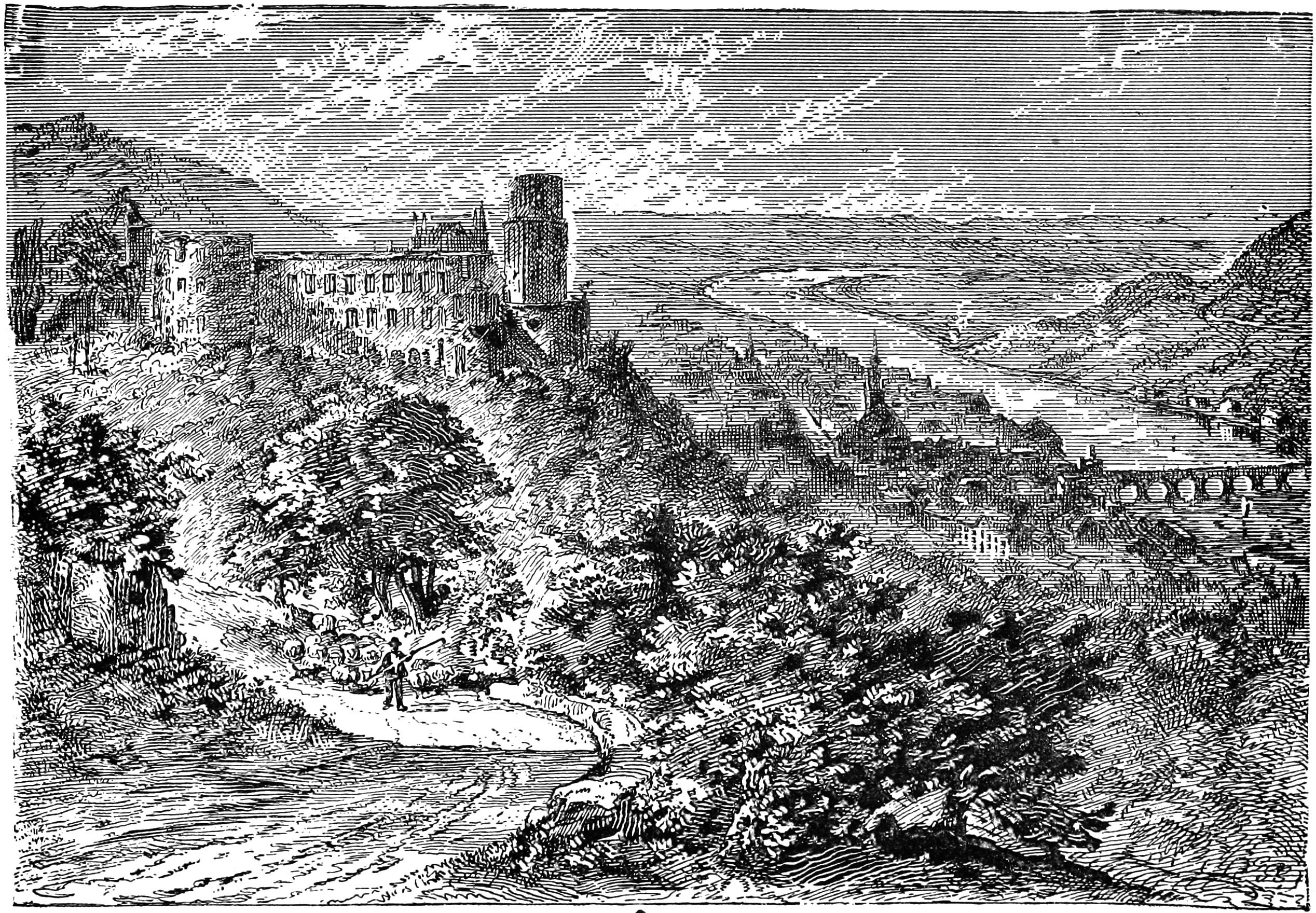
Blick auf das Heidelberger Schloss, Heidelberg und das Neckar-Tal (fast mittig die Heiliggeistkirche, rechts die Alte Brücke)

Der humoristisch-satirische Charakter des Essays zeigt sich bereits an dem Zitat, das Twain seinem Text voranstellte: A little learning makes the whole world kin, wobei er als dessen Quelle Proverbs xxxii, 7 angab. In deutschen Texten wird dies mit Ein bisschen Bildung macht die ganze Welt verwandt oder Ein wenig von einander lernen macht die ganze Welt stammverwandt übersetzt. Als Quelle wird Sprüche Salomonis XXXII, 7 angegeben. Das vermeintliche Zitat aus dem Alten Testament existiert jedoch nicht, denn das Buch der Sprüche enthält nur 31 Kapitel – nicht 32.
Anschließend beginnt Twain mit einer Anekdote. So habe er häufig die Raritätensammlung im Heidelberger Schloss besucht und dabei einmal den Kurator mit seinem Deutsch überrascht. Dieser habe ihm daraufhin mitgeteilt, dass er es für ein Unikum hielt und es gern in seinem Museum ausstellen würde. Twain stellt jedoch fest, dass dieser Kauf jeden in den Ruin treiben würde, da Twain das Erlernen der Sprache viel Aufwand gekostet hatte.

### Kritik

Twains Reisebilder von 1892, die den Text enthielten

Seine Kritik an der deutschen Sprache beginnt Twain mit der Feststellung, dass es keine andere Sprache gebe, die so ungeordnet und unsystematisch sei wie die deutsche. So gebe es zu einer Regel üblicherweise mehr Ausnahmen von ihr als Beispiele für sie. Die Verwendung der vier deutschen Fälle stellt für Twain eine große Herausforderung dar. Zudem sei ein Durchschnittssatz in einer deutschen Zeitung viel zu lang. Er handle von vielen verschiedenen Themen gleichzeitig, die alle in eigene Parenthesen eingeschlossen seien. Besonders ärgerlich sei es dabei, dass das Verb meist am Ende stehe. In deutschen Büchern tauchten auch Parenthesen auf, aber nicht im selben Umfang wie in Zeitungen. Als Beispiel nennt Twain den Anfang eines Satzes aus dem Roman Das Geheimnis der alten Mamsell von E. Marlitt. Twain gibt zwar zu, dass es solche übertriebenen Parenthesen auch in der englischsprachigen Literatur und Presse gebe, allerdings seien sie dort ein Zeichen von schlechter Qualität. Im Deutschen seien sie laut Twain jedoch ein Zeichen einer „routinierten Feder“ („practiced pen“). Trennbare Verben rufen ebenfalls Twains Kritik hervor. Als Beispiel gibt er die englische Übersetzung eines deutschen Satzes mit der Wendung „reiste ab“ an, die er mit „departed“ übersetzt. Dabei trennt er das Wort in „de-“ für den Anfang und „-parted“ für das Ende des Satzes auf.
Auch Personalpronomen und Adjektive hält Twain im Deutschen für eine „wuchernde Plage“ („fruitful nuisance“), die man hätte weglassen sollen. So stehe das Wort „sie“ für die englischen Wörter „you“, „she“, „her“, „it“, „they“ und „them“, was Verbitterung hervorriefe, weil man die genaue Bedeutung nie wisse. Auch die Deklination von Adjektiven findet Twain so schlimm wie im Latein. Als Beispiel gibt er die englische Wendung „my good friend(s)“ in den vier deutschen Fällen sowie ihre deutschen Entsprechungen an und stellt fest, dass man in Deutschland lieber ohne Freunde auskomme, ehe man alle diese Variationen auswendig lerne. Er kritisiert auch das Dativ-e, da man es leicht mit der Pluralform verwechseln könne.
Ein weiterer Kritikpunkt Twains ist die Verteilung der Geschlechter auf Substantive, die aus seiner Sicht ohne Sinn und System ist. Als Beispiel nennt er die weibliche Rübe und das sächliche Fräulein. Dies zeuge von „übertriebener Verehrung der Rübe“ („overwrought reverence for the turnip“) und „dickfelliger Respektlosigkeit dem Fräulein gegenüber“ („callous disrespect for the girl“). Im Folgenden nennt er weitere Beispiele, unter anderem Körperteile, die männlich, weiblich und sächlich sind. Das führt ihn zu dem Schluss, dass ein deutscher Mann zwar glaube, er sei ein Mann. In Wahrheit sei er jedoch nur zu einem Drittel männlich, worin er sich auch nicht von jeder Frau und Kuh in Deutschland unterscheide. Die Verteilung der Geschlechter verursache englischsprachigen Schülern der deutschen Sprache auch große Probleme bei der korrekten Verwendung von Personalpronomen. Um dies zu verdeutlichen, führt er die Geschichte von dem Fischweib und seinem traurigen Schicksal (Tale Of The Fishwife And Its Sad Fate) an, in der er im englischen Text die Personalpronomen wie im Deutschen verwendet.
Twain hat darüber hinaus große Probleme mit ähnlichlautenden deutschen Begriffen, die er häufig durcheinanderbringe. So verwechsle er das Wort „vermählt“ mit „verschmäht“, „gemalt“ und „verdächtig“. Er schränkt jedoch selbst ein, dass dieses Problem vermutlich für Ausländer in allen Sprachen auftritt.
Twain hebt die Vielzahl von Bedeutungen der Wörter „Schlag“ und „Zug“ hervor. So nennt er für Schlag unter anderem die Bedeutungen „Stoß“, „Zeitmaß“, „Münzprägen“ sowie „Rasse“. Für „Zug“ nennt er die Synonyme „Ruck“, „Luftstrom“, „Schachbewegung“, „Gespann“ und „Neigung“. Mit diesen beiden Wörtern und dem Wort „also“, das er mit dem englischen „you know“ gleichsetzt, sei man als Ausländer „Herr der Lage“. Wann immer einem ein Wort fehle, könne man „Schlag“ oder „Zug“ einfügen und treffe mit hoher Wahrscheinlichkeit den richtigen Begriff. Falls nicht, könne man sich mit einem „also“ Bedenkzeit verschaffen.

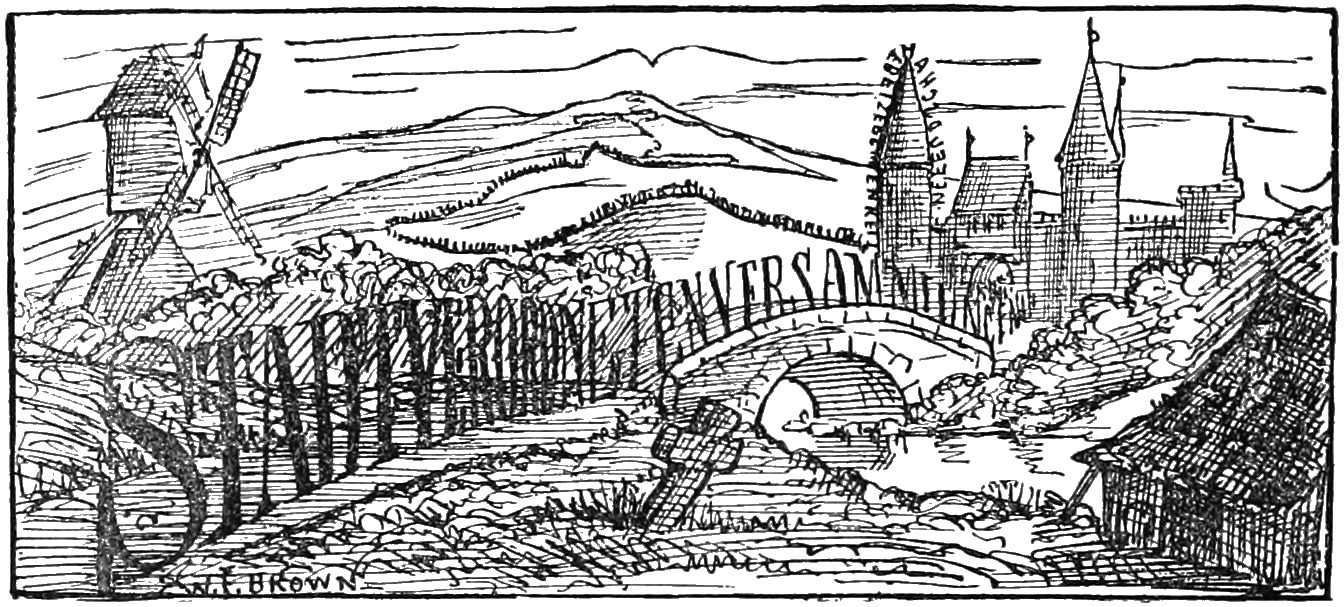
Illustration von Walter Francis Brown im Original von Die schreckliche deutsche Sprache untertitelt mit „Ein komplettes Wort“ („A complete word“)

Auf große Kritik Twains stoßen zusammengesetzte Wörter im Deutschen. Sie seien keine Wörter, sondern alphabetische Prozessionen. Einige seien sogar so lang, dass sie eine Perspektive aufwiesen. Als Beispiele nennt er „Generalstaatsverordnetenversammlungen“, „Kinderbewahrungsanstalten“ und „Waffenstillstandsverhandlungen“. Diese Wörter stünden auch nicht in einem Wörterbuch und so müsse man zur Erschließung ihres Sinnes zunächst jedes einzelne Teilwort nachschlagen, was eine „langwierige und aufreibende Beschäftigung“ („tedious and harassing business“) sei. Solche Wörter habe es früher auch im Englischen gegeben (als Beispiel nennt er „never-to-be-forgotten“, also „nie-zu-vergessend“), diese seien jedoch inzwischen verschwunden. In englischsprachigen Zeitungen verwende man jedoch noch Wendungen wie „Mrs. Assistant District Attorney“ („Frau Unterbezirksstaatsanwalt“), die weder Zeit noch Mühe sparten und darüber hinaus ungerechtfertigt Titel verliehen.
Zudem ist Twain der Meinung, dass in der deutschen Sprache die Beschreibung von lauten und tumulthaften Geschehnissen zahmer als im Englischen klingen müsste. So sei „toothbrush“, das englische Wort für Zahnbürste, kräftiger als das deutsche Wort „Ausbruch“ für die englische „explosion“. Auch die deutschen Wörter „Schlacht“ „Gewitter“ und „Hölle“ seien schwächer als ihre englischen Entsprechungen „battle“, „storm“ und „hell“.

### Positives
Neben den vielen Kritikpunkten findet Twain aber auch einige positive Aspekte der deutschen Sprache, deren Erwähnung er als „kurze und angenehme Aufgabe“ (“brief and pleasant task”) beschreibt. So lobt er die Großschreibung von Substantiven als „gute Idee“, die in dieser Sprache aufgrund ihrer Seltenheit auffalle. Man könne durch sie meist direkt das Hauptwort eines Satzes erkennen.
Außerdem sei die deutsche Aussprache von Wörtern leicht zu erlernen und könne direkt aus der Aussprache der einzelnen Buchstaben abgeleitet werden. Dies sei ein klarer Vorteil gegenüber dem Englischen, in dem z. B. das Wort „bow“ je nach Bedeutung (Bogen, Verbeugung oder Bug) unterschiedlich ausgesprochen werde.
Twain lobt darüber hinaus die Ausdrucksstärke einiger deutscher Wörter. Dabei hebt er Wörter hervor, die sich mit dem Familienleben und Liebe, der Natur, der Untätigkeit und Ruhe sowie mit Märchenhaftem beschäftigen. Zudem gebe es viele Wörter, die Pathos ausdrückten. So könnten gewisse deutsche Lieder nur aufgrund des Klanges der Wörter Menschen zum Weinen bringen, die kein Deutsch verstünden.
Auch die Gewohnheit der Deutschen, Wörter auch mehrmals innerhalb eines Absatzes zu wiederholen, sieht Twain positiv. Im Gegensatz dazu neige man im Englischen dazu, in solchen Fällen ein anderes Wort zu verwenden, das diesem in der Bedeutung jedoch nur nahekomme. Diese Ungenauigkeit sei schlimmer als die Wiederholung.

### Verbesserungsvorschläge

Reisebilder-Ausgabe von 1910

Twain unterbreitet einige Verbesserungsvorschläge für die deutsche Sprache. Dabei bezieht er sich teilweise direkt auf die vorher genannten Kritikpunkte. So schlägt er vor, den Dativ abzuschaffen, da man nie genau wisse, wann man sich im Dativ befinde und wie man jemals wieder herauskomme. Zudem solle das Verb an eine vordere Stelle im Satz verschoben werden, an der man es leichter erkennen könne.
Des Weiteren schlägt Twain vor, kräftige Wörter aus der englischen Sprache zu importieren. Diese Forderung erläutert er in einer Fußnote. So klängen der deutsche Fluch „Verdammt“ und seine Variationen zu sanft und ausdruckslos und das deutsche „Ach! Gott!“ sei nicht mit dem englischen „Goddamn“ zu vergleichen.
Die Geschlechter der deutschen Sprache sollten so umorganisiert werden, wie sie vom Schöpfer vorgesehen seien.
Die langen, zusammengesetzten Wörter sollten nach Meinung Twains abgeschafft werden, oder der Sprecher sollte dazu aufgefordert werden, sie mit Pausen zum Einnehmen von Erfrischungen vorzutragen. Sprecher sollten darüber hinaus auch dazu aufgefordert werden, Girlanden wie „haben sind gewesen gehabt geworden seins“ am Ende ihrer Rede zu unterlassen.
Parenthesen sollten abgeschafft und ihre Verwendung mit dem Tod bestraft werden. Als Letztes schlägt Twain vor, nur die Wörter „Zug“ und „Schlag“ mit ihren Anhängseln zu behalten und das restliche Vokabular zu verwerfen.

### Resümee
Am Ende seines Essays fasst Twain seine Erfahrungen mit der deutschen Sprache in einem Vergleich mit dem Englischen und Französischen zusammen. Dabei sagt er dem Deutschen eine schlechte Zukunft voraus, sollte es sich nicht verändern:

“My philological studies have satisfied me that a gifted person ought to learn English (barring spelling and pronouncing) in thirty hours, French in thirty days, and German in thirty years. It seems manifest, then, that the latter tongue ought to be trimmed down and repaired. If it is to remain as it is, it ought to be gently and reverently set aside among the dead languages, for only the dead have time to learn it.”

„Meine philologischen Studien haben mich davon überzeugt, dass ein begabter Mann Englisch (ausgenommen Rechtschreibung und Aussprache) in dreißig Stunden lernen kann, Französisch in dreißig Tagen und Deutsch in dreißig Jahren. Es liegt also auf der Hand, dass die letztgenannte Sprache gestutzt und ausgebessert werden muss. Wenn sie so bleiben sollte, wie sie ist, müsste man sie sanft und ehrerbietig bei den toten Sprachen absetzen, denn nur die Toten haben Zeit, sie zu lernen.“

### Rede zum 4. Juli
An den Essay angehängt ist eine Rede zum 4. Juli, die Twain bei einem Bankett des Anglo-Amerikanischen Studentenclubs gehalten hat. In dieser in einer Mischung aus Englisch und Deutsch gehaltenen Rede lobt Twain die Freundschaft zwischen Amerikanern und Engländern, die vor hundert Jahren noch Feinde gewesen waren, und wünscht sich eine immerwährende Fortsetzung dieser Freundschaft. Nebenbei bringt er auch seine Schwierigkeiten mit der deutschen Sprache zum Ausdruck.

## Rezeption
Anlässlich von Twains 100. Todestag findet Manfred Pfister: „Es ist ein köstlicher Text, einer der besten Texte, die je über das Lernen einer Fremdsprache geschrieben worden ist.“
Guy Deutscher stellt fest, dass sich Twain vor allem über das Deutsche beschwerte, da es die Sprache war, die er lernte. So treffe zum Beispiel Twains Kritik an der Verteilung der Geschlechter auch auf viele andere Sprachen zu, zum Beispiel Französisch, Russisch und Latein. Die Linguistin Monika S. Schmid bezeichnet die von Twain beschriebene Frustration beim Erlernen des Deutschen als authentisch. Zudem sei seine Beschwerde, dass es mehr Ausnahmen von Regeln als Beispiele für sie gebe, in vielen Fällen zutreffend.
Für Gunnar Magnusson ist Die schreckliche deutsche Sprache Twains berühmtester philologischer Essay. Zudem ist Magnusson der Meinung, dass einige Kritikpunkte Twains sich im Laufe der Zeit deutlich verbessert haben. So sei das Dativ-e, bis auf wenige feste Redewendungen, heute fast vollständig verschwunden. Außerdem sei das Verb vor allem im gesprochenen Deutsch durch „Ausklammerungen“ im Satz deutlich nach vorn gerückt. Die von Twain genannten „fähigen Federn“ im journalistischen und wissenschaftlichen Bereich schrieben heutzutage auch im Deutschen so klar und elegant wie im Englischen. Die zusammengesetzten Substantive seien allerdings nach wie vor ein Problem. Studien hätten sogar gezeigt, dass ihre Verwendung seit 1900 stetig angestiegen sei. Die von Twain gelobte Großschreibung sieht Magnusson kritisch. Ihre Abschaffung würde seiner Meinung nach wahrscheinlich dazu führen, dass viele Sätze im Deutschen vereinfacht würden.

## Mark Twain und die deutsche Sprache
Twain kam bereits in seiner Jugend in Kontakt mit der deutschen Sprache. In seiner Heimatstadt Hannibal lebten einige deutsche Einwanderer, mit denen er Kontakt hatte. Er entwickelte dabei den Wunsch, die Sprache zu lernen. Als Lehrer suchte er sich einen deutschen Schuhmacher aus. Der Versuch scheiterte jedoch an dessen schlechten didaktischen Fähigkeiten. 1853 war Twain in St. Louis tätig, wo damals etwa 30 % der Bevölkerung deutschstämmig waren. Dort arbeitete Twain kurzzeitig für den Anzeiger des Westens, die größte deutschsprachige Zeitung der Region. Im April 1870 stellte seine Frau Olivia, die er im selben Jahr geheiratet hatte, ein deutsches Hausmädchen ein. Dies war der Beginn einer Tradition, die über viele Jahre bestehen sollte. Zur Vorbereitung auf eine Deutschlandreise stellte die Familie 1877 ein deutsches Kindermädchen ein und begann damit, Deutsch zu lernen. Im Frühjahr 1878 begab sich die Familie zusammen mit Clara Spaulding, einer Freundin von Twains Frau, auf eine Reise nach Europa, auf der sie auch die Schweiz und Deutschland besuchten. Dabei machten Twains Frau, seine älteste Tochter und Clara Spaulding erhebliche Fortschritte in der deutschen Sprache. Twains Fortschritte blieben geringer, was er auf Zeitmangel zurückführte. In der Folge dieses Europaaufenthalts entstand der halb-fiktive Reisebericht Bummel durch Europa, in dessen Appendix sich neben Die schreckliche deutsche Sprache auch eine satirische Beschreibung von deutschen Zeitungen befindet.
Auch nach der Rückkehr aus Europa blieb das Interesse Twains und seiner Familie an der deutschen Sprache erhalten, und der Sprachunterricht wurde fortgesetzt. Zudem fand das Deutsche Eingang in Briefe, Notizbücher und einige literarische Werke Twains. So nutzte er die deutsche Sprache als humorvollen Effekt in seiner 1888 erschienenen Kurzgeschichte Mrs. McWilliams and the Lightning. 1888 veröffentlichte Twain das zweisprachige Stück Meisterschaft: In Three Acts, für dessen Verständnis solide Deutschkenntnisse nötig sind. Darin werden zwei Schwestern von ihrem Vater in ein deutsches Dorf geschickt, um ihr Deutsch zu verbessern und sie von ihren Verehrern zu trennen. Die Verehrer werden jedoch ebenfalls zur Verbesserung ihrer Deutschkenntnisse in die direkte Nähe des Dorfes der Schwestern geschickt, und so kommt es zu romantischen Verwicklungen. Twain kritisiert mit dem Stück die Verwendung von Sprache als Mittel der Kommunikation und zeigt auf, dass sie vor allem unter Liebenden eher ein Hindernis für das Verständnis ist. Er stellte dabei selbst heraus, dass Deutsch auch durch jede andere Fremdsprache hätte ersetzt werden können. Außerdem beschreibt Twain im 23. Kapitel des 1889 erschienenen Romans Ein Yankee am Hofe des Königs Artus die magische Wirkung der langen deutschen Wörter.
In den Jahren 1891 und 1892 hielten sich Twain und seine Familie noch einmal in Deutschland und der Schweiz auf. Zwischen 1897 und 1899 verbrachten sie 19 Monate in Wien. Auf Einladung des Journalisten- und Schriftstellervereins „Concordia“ in Wien hielt Twain dort am 31. Oktober 1897 anlässlich eines Festbanketts den humorvollen Vortrag Die Schrecken der deutschen Sprache. In einer Mischung aus mehr oder weniger gutem, aber dennoch weitgehend verständlichem Deutsch, das von Englisch durchsetzt war, wenn er nicht mehr weiter wusste, warb er für seine „Reformen“ der deutschen Sprache aus A Tramp Abroad. Er bezeichnete sich als „den treuesten Freund der deutschen Sprache – und nicht nur jetzt, sondern von lange her“, was er wohl ernster gemeint hatte, als es klang, und erläuterte: „Vor mehreren Tagen hat der Korrespondent einer hiesigen Zeitung einen Satz zustande gebracht welcher hundertundzwölf Worte enthielt und darin waren sieben Parenthesen eingeschachtelt und es wurde das Subjekt siebenmal gewechselt. Denken Sie nur, meine Herren, im Laufe der Reise eines einzigen Satzes muß das arme, verfolgte, ermüdete Subjekt siebenmal umsteigen.“ Seine Zuhörer „[…] flehe [er] an, von [ihm] sich berathen zu lassen, führen Sie diese erwähnten Reformen aus. Dann werden Sie eine prachtvolle Sprache besitzen und nachher […] werden Sie wenigstens selber verstehen, was Sie gesagt haben.“
Seine Sympathie für die deutsche Sprache brachte Twain auch dadurch zum Ausdruck, dass er auf dem Grabstein seiner 1904 verstorbenen Frau Olivia den Spruch „Gott sei Dir gnädig, O meine Wonne“ eingravieren ließ.

## Ausgaben (Auswahl)
- Die Schrecken der deutschen Sprache. In: Reisebilder und verschiedene Skizzen. Band 6, Verlag Robert Lutz, Stuttgart 1891, S. 74–86.
- Die Schrecken der deutschen Sprache. übersetzt von Margarete Jacobi, Henny Koch und L. Ottmann. In: Reisebilder. Band 3, Hesse und Becker, Leipzig, ca. 1910, S. 123–136.
- Die schreckliche deutsche Sprache. übersetzt von Ulrich Steindorff. In: Ulrich Steindorff (Hrsg.): Bummel durch Europa. Ullstein, Berlin 1922, S. 315–342.
- The Awful German Language. Die schreckliche deutsche Sprache. übersetzt von Ulrich Steindorff Carrington. Manuscriptum Verlagsbuchhandlung, Recklinghausen 1996, ISBN 3-933497-41-8. (englisch/deutsch)
- The Awful German Language / Die schreckliche deutsche Sprache. Übersetzt und kommentiert von Holger Hanowell. Reclam 2018, ISBN 978-3-15-019493-5. (englisch, deutsch)